# Poczesna (gemeente)
De gemeente Poczesna is een landgemeente in het Poolse woiwodschap Silezië, in powiat Częstochowski.
De zetel van de gemeente is in Poczesna.
Op 30 juni 2004 telde de gemeente 12 470 inwoners.

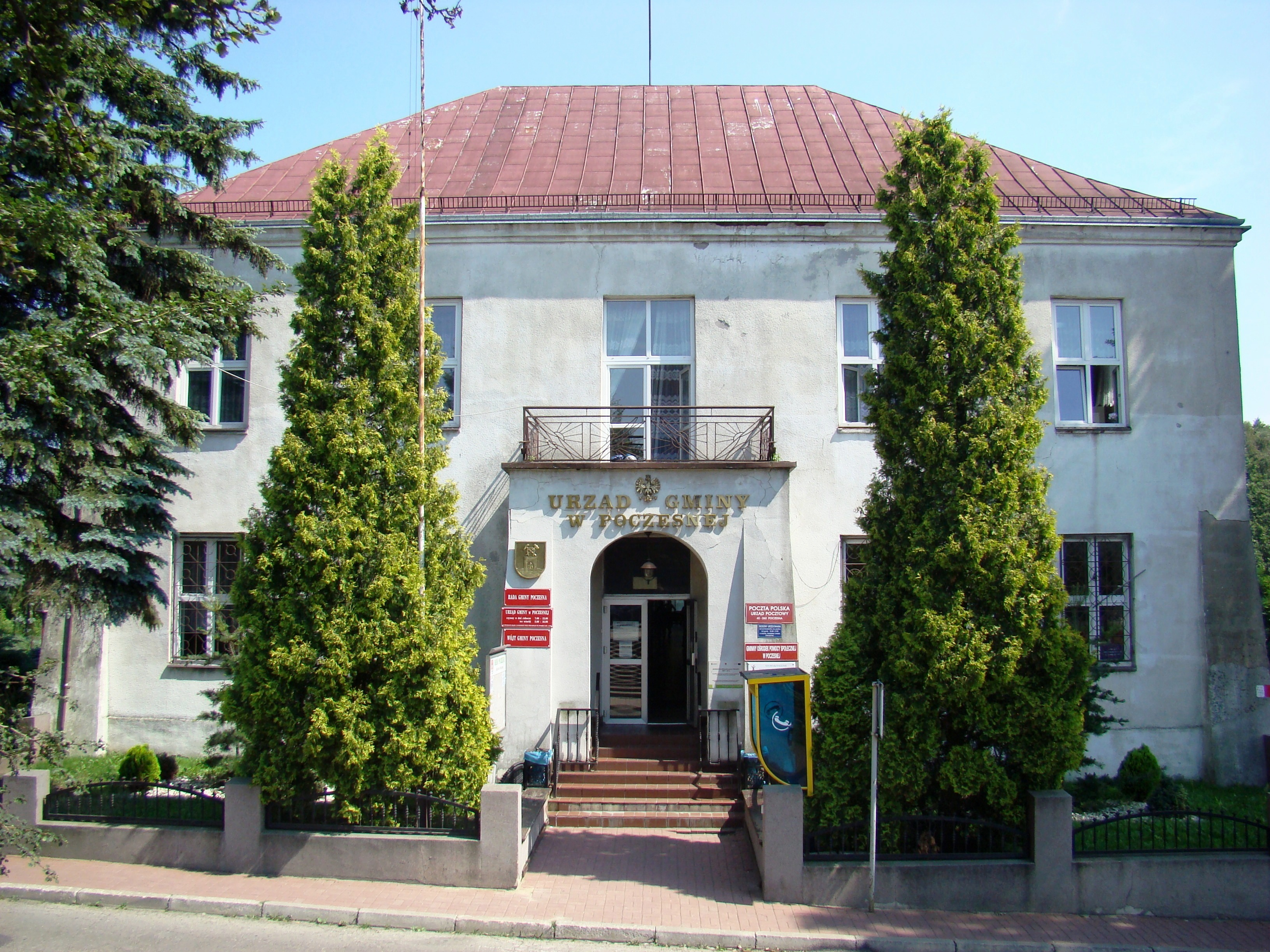

## Oppervlakte gegevens
In 2002 bedroeg de totale oppervlakte van gemeente Poczesna 60,13 km², waarvan:
- agrarisch gebied: 66%
- bossen: 16%

De gemeente beslaat 3,96% van de totale oppervlakte van de powiat.

## Demografie
Stand op 30 juni 2004:
| Omschrijving                   | Totaal | Totaal | Vrouwen | Vrouwen | Mannen | Mannen |
| ------------------------------ | ------ | ------ | ------- | ------- | ------ | ------ |
| eenheid                        | aantal | %      | aantal  | %       | aantal | %      |
| inwoners                       | 12 470 | 100    | 6424    | 51,5    | 6046   | 48,5   |
| bevolkingsdichtheid (inw./km²) | 207,4  | 207,4  | 106,8   | 106,8   | 100,5  | 100,5  |

In 2002 bedroeg het gemiddelde inkomen per inwoner 1273,87 zł.

## Administratieve plaatsen (sołectwo)
Bargły, Brzeziny-Kolonia, Brzeziny Nowe, Huta Stara A, Huta Stara B, Kolonia Poczesna, Korwinów, Mazury, Michałów, Nierada, Nowa Wieś, Poczesna, Słowik, Wrzosowa, Zawodzie.

## Aangrenzende gemeenten
Częstochowa, Kamienica Polska, Konopiska, Olsztyn, Starcza